# Dobry agent
Dobry agent (ang. The Good Shepherd) – amerykański film fabularny z 2006 roku w reżyserii Roberta De Niro, powstały na podstawie biografii Jamesa Jesusa Angletona.
Zdjęcia kręcono w Nowym Jorku, Waszyngtonie, Greenwich w stanie Connecticut, Londynie i Santo Domingo.

## Obsada
- Matt Damon – Edward Wilson
- Angelina Jolie – Clover / Margaret Russell
- Alec Baldwin – Sam Murach
- Tammy Blanchard – Laura
- Billy Crudup – Arch Cummings
- Robert De Niro – Bill Sullivan
- Keir Dullea – senator John Russell Sr.
- Michael Gambon – dr Fredericks
- Martina Gedeck – Hanna Schiller
- William Hurt – Philip Allen
- Timothy Hutton – Thomas Wilson
- Mark Iwanir – Valentin Mironov
- Gabriel Macht – John Russell Jr.
- Lee Pace – Richard Hayes
- Joe Pesci – Joseph Palmi

## Fabuła
Edward Wilson ukończył studia na Uniwersytecie Yale, gdzie był bardzo dobrym studentem i należał do stowarzyszenia Czaszka i Kości, którego członkowie po skończeniu studiów zasilają szeregi przywódców i notabli. Przenikliwy umysł, nieskazitelna reputacja i szczera wiara w amerykańskie wartości – te cechy Edwarda czynią z niego pierwszorzędnego kandydata do pracy w wywiadzie. Pierwsze kroki stawia w Office of Strategic Services w czasie II wojny światowej. Jako jeden z tajnych założycieli Centralnej Agencji Wywiadowczej, pracuje w sercu organizacji, w której miejsce dyskrecji i honoru wpajanego Edwardowi przez lata zajmuje dwulicowość, fałsz i nieufność.

## Zarobek
| Świat | 99 480 480 dolarów |